# Xã Arna, Quận Pine, Minnesota
Xã Arna (tiếng Anh: Arna Township) là một xã thuộc quận Pine, tiểu bang Minnesota, Hoa Kỳ. Năm 2010, dân số của xã này là 112 người.